# Nippolimnophila perproducta
Nippolimnophila perproducta är en tvåvingeart som beskrevs av Alexander 1957. Nippolimnophila perproducta ingår i släktet Nippolimnophila och familjen småharkrankar. Inga underarter finns listade i Catalogue of Life.